# Thalictrum arsenii
Thalictrum arsenii är en ranunkelväxtart som beskrevs av B. Boiv.. Thalictrum arsenii ingår i släktet rutor, och familjen ranunkelväxter. Inga underarter finns listade i Catalogue of Life.